# 骨髄芽球
骨髄芽球（こつずいがきゅう、英: Myeloblast）とは、造血幹細胞から白血球の顆粒球（大多数は好中球である）への分化の過程の1段階にある細胞である。通常は骨髄にのみ存在し、（白血病や癌の骨転移などの場合を除き）末梢血中には存在しない。（骨髄芽球から分化の進んだ段階にある骨髄球との混同に注意のこと）

## 分化過程
造血幹細胞から分化し始めた幼若な血液細胞は盛んに分裂して数を増やしながら少しずつ分化を進めていく。
最終的に好中球に分化する場合は造血幹細胞、骨髄系幹細胞（骨髄系前駆細胞）、顆粒球・単球系前駆細胞、顆粒球系前駆細胞、骨髄芽球、前骨髄球、骨髄球、後骨髄球、桿状核球、分葉核球と成熟していく。最後の分葉核球が成熟の最終段階の好中球である。

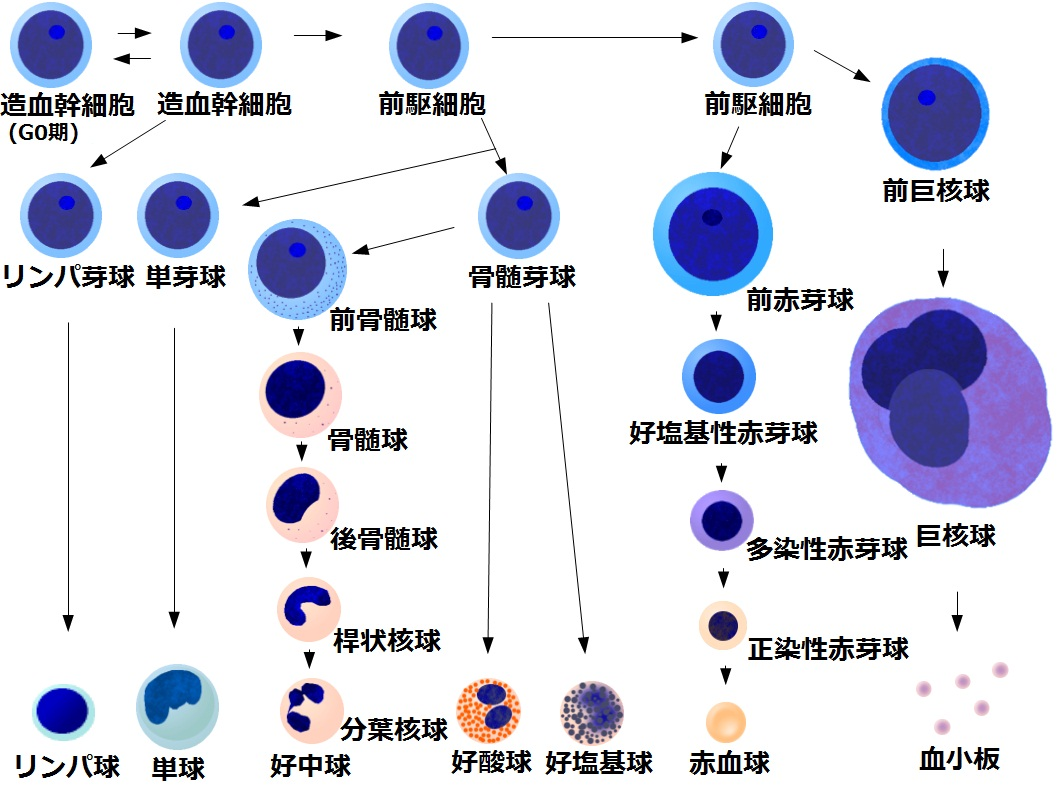
造血幹細胞とその細胞系統

骨髄芽球は顆粒球系として形態的に同定できるもっとも幼若な血液細胞である。ただし、実際には造血幹細胞から前駆細胞までのより幼若な細胞は数も少なく見つけにくいが、形態的にも骨髄芽球と区別をつけるのは困難である。

## 分裂能
造血細胞は若い段階ほど分裂増殖が盛んであると思われているが、骨髄芽球の細胞分裂周期はおよそ24時間であり、後の段階の前骨髄球・骨髄球に比べて、細胞周期は短い。

## 形態
直径は12-20μmであり、成熟した顆粒球（12-15μm）より大きいが、次の段階の前骨髄球（15-25μm）よりは小さい。核は大きく丸く、クロマチン構造は繊細であり、数個の核小体を含む。細胞質は好塩基性で顆粒は通常は無い（電子顕微鏡では観察される）。

## 次代
やがて骨髄芽球は分化の段階を進め、前骨髄球になる。前骨髄球は白血球系の分化の過程の中でもっとも大きい細胞で（15-25μm）豊富なアズール顆粒を含み、核は骨髄芽球より若干粗くなり始める。